# Mistrzostwa Europy Juniorów w Saneczkarstwie 1980
26. Mistrzostwa Europy juniorów w saneczkarstwie 1980 odbyły się w styczniu w Hammarstrand, w Szwecji. Były to drugie mistrzostwa rozgrywane w tym mieście (poprzednio w 1969). Rozegrane zostały trzy konkurencje: jedynki kobiet, jedynki mężczyzn oraz dwójki mężczyzn. W klasyfikacji medalowej najlepsi byli reprezentanci Niemieckiej Republiki Demokratycznej.

## Terminarz
| Data         | Miejscowość  | Konkurencja      | Złoto                        | Srebro                                | Brąz                      |
| ------------ | ------------ | ---------------- | ---------------------------- | ------------------------------------- | ------------------------- |
| Styczeń 1980 | Hammarstrand | Jedynki kobiet   | Heike Popel                  | Ute Weiß                              | Eleonora Czeremisina      |
| Styczeń 1980 | Hammarstrand | Jedynki mężczyzn | Wilfried Vogel               | Andreas Bauch                         | Walerij Pietrow           |
| Styczeń 1980 | Hammarstrand | Dwójki mężczyzn  | Volker Sotzmann Norbert Loch | Klaus Rosenberger Wolfgang Staudinger | Zdeněk Strnad Petr Kinzel |

## Wyniki

### Jedynki kobiet
- Data / Początek: Styczeń 1980

| Medal | Zawodniczka          | Narodowość |
| ----- | -------------------- | ---------- |
|       | Heike Popel          | NRD        |
|       | Ute Weiß             | NRD        |
|       | Eleonora Czeremisina | ZSRR       |
| 4.    | Jelena Porosowa      | ZSRR       |
| 5.    | Ilse Mayregger       | Austria    |
| 6.    | Jelena Permenowa     | ZSRR       |
| 7.    | Gabriele Gerber      | RFN        |
| 8.    | Lucyna Kabat         | Polska     |
| 9.    | Teresa Kruczek       | Polska     |
| 10.   | Angelika Aukenthaler | Włochy     |
| 11.   | Petra Zillich        | RFN        |
| 12.   | Angelika Flir        | Włochy     |
| 13.   | Roxana Bartusica     | Rumunia    |
| 14.   | Lotta Dahlberg       | Szwecja    |
| 15.   | Astrid Arvidsson     | Szwecja    |
| 16.   | Mariana Carp         | Rumunia    |
| 17.   | Elke Djan            | RFN        |

### Jedynki mężczyzn
- Data / Początek: Styczeń 1980

| Medal | Zawodnik          | Narodowość     |
| ----- | ----------------- | -------------- |
|       | Wilfried Vogel    | NRD            |
|       | Andreas Bauch     | NRD            |
|       | Walerij Pietrow   | ZSRR           |
| 4.    | Franz Lechleitner | Austria        |
| 5.    | Andriej Jenkow    | ZSRR           |
| 6.    | Erich Gander      | Włochy         |
| 7.    | Bernhard Kammerer | Włochy         |
| 8.    | Michaił Sawjałow  | ZSRR           |
| 9.    | Władimir Masznin  | ZSRR           |
| 10.   | Thomas Schwab     | RFN            |
| 11.   | Klaus Rosenberger | RFN            |
| 12.   | Anders Näsström   | Szwecja        |
| 13.   | Grzegorz Król     | Polska         |
| 14.   | Dariusz Kij       | Polska         |
| 15.   | Markus Prock      | Austria        |
| 16.   | Ola Thuresson     | Szwecja        |
| 17.   | Carl Jensen       | Norwegia       |
| 18.   | Jan Bakala        | Czechosłowacja |
| 19.   | Erik Andersson    | Szwecja        |
| 20.   | Zdenek Strnad     | Czechosłowacja |
| 21.   | Marek Jurus       | Polska         |
| 22.   | Alois Kuchler     | RFN            |
| 23.   | Stefan Fischer    | RFN            |
| 24.   | Petr Kinzel       | Czechosłowacja |
| 25.   | Torsten Görlitzer | NRD            |
| 26.   | Dan Comsa         | Rumunia        |

### Dwójki mężczyzn
- Data / Początek: Styczeń 1980

| Medal | Zawodnik                              | Narodowość     |
| ----- | ------------------------------------- | -------------- |
|       | Volker Sotzmann Norbert Loch          | NRD            |
|       | Klaus Rosenberger Wolfgang Staudinger | RFN            |
|       | Zdenek Strnad Petr Kinzel             | Czechosłowacja |
| 4.    | Walerij Pietrow Michaił Sawjałow      | ZSRR           |
| 5.    | Hans-Joachim Menge Tilo Jochmann      | NRD            |
| 6.    | Franz Lechleitner Stefan Mair         | Austria        |
| 7.    | Otto Mayregger Markus Prock           | Austria        |
| 8.    | Dariusz Kij Grzegorz Król             | Polska         |
| 9.    | Ryszard Michalik Marek Jurus          | Polska         |
| 10.   | Dan Comsa Constantin Raducanu         | Rumunia        |
| 11.   | Michael Carlsson Michael Gardebäck    | Szwecja        |
| 12.   | Andriej Jenkow Władimir Masznin       | ZSRR           |
| 13.   | Stefan Fischer Patric Werner          | RFN            |

## Klasyfikacja medalowa
| Miejsce | Państwo        |   |   |   | Razem |
| ------- | -------------- | - | - | - | ----- |
| 1.      | NRD            | 3 | 2 | 0 | 5     |
| 2.      | RFN            | 0 | 1 | 0 | 1     |
| 3.      | ZSRR           | 0 | 0 | 2 | 2     |
| 4.      | Czechosłowacja | 0 | 0 | 1 | 1     |